# 5479 Grahamryder
5479 Grahamryder è un asteroide della fascia principale. Scoperto nel 1989, presenta un'orbita caratterizzata da un semiasse maggiore pari a 2,5751398 UA e da un'eccentricità di 0,2196423, inclinata di 13,44290° rispetto all'eclittica.